# Mycetia yunnanica
Mycetia yunnanica är en måreväxtart som beskrevs av Hsien Shui Lo. Mycetia yunnanica ingår i släktet Mycetia och familjen måreväxter. Inga underarter finns listade i Catalogue of Life.